# Mary Louise Smith (politica)
Mary Louise Smith (Eddyville, 6 ottobre 1914 – Des Moines, 22 agosto 1997) è stata una politica e attivista statunitense per i diritti delle donne. È stata la seconda donna a diventare presidente di un grande partito politico degli Stati Uniti (la prima è stata Jean Westwood).

## Biografia
Nata Mary Louise Epperson, sposò lo studente di medicina Elmer Smith mentre entrambi studiavano all'università dell'Iowa. Si laureò nel 1935 in amministrazione del lavoro sociale e lavorò per l'Iowa Employment Relief Administration a Iowa City.
Dopo essersi trasferita a Eagle Grove si dedicò alla vita civile e politica del Partito Repubblicano. Divenne presidente del Consiglio delle Donne Repubblicane dello Iowa nel 1961 e fu eletta vicepresidente del Comitato centrale repubblicano della Contea di Wright l'anno successivo. Nel 1964 fu eletta commissaria nazionale per l'Iowa, carica che ricoprirà per i successivi vent'anni.
Nel 1974, sulla scia dello scandalo Watergate, il presidente degli Stati Uniti d'America Gerald Ford la nominò prima presidente del Comitato Nazionale Repubblicano. Ricoprì tale carica fino al 1977 e in quel ruolo diventò la prima donna del suo partito, e la seconda donna di un partito importante, ad organizzare una convention per la proclamazione del ticket alle elezioni presidenziali degli Stati Uniti d'America, il Congresso Nazionale Repubblicano del 1976 a Kansas City. Nel 1977, fu inserita nella Women's Hall of Fame dello Iowa. Nel 1978 fu co-direttrice del Comitato per il Governatore Ray nella quarta campagna di rielezione del Governatore dell'Iowa Robert D. Ray.
Nel 1979, Mary Louise Smith fu una delle protagoniste della raccolta di figurine collezionabili Supersisters, che aveva l'obiettivo di proporre modelli femminili di successo in campo politico, sportivo, sociale e culturale.
Partecipò alla campagna di George H. W. Bush per le primarie repubblicane per le elezioni presidenziali negli Stati Uniti d'America del 1980, ma sostenne Ronald Reagan sia alle elezioni politiche del 1980 sia a quelle del 1984. Reagan la nominò vicepresidente della Commissione per i diritti civili degli Stati Uniti nel 1981, ma rifiutò di riconfermarla nel 1984. Smith era una socialiberista, mentre il partito e l'elettorato si spostavano verso destra.
Smith era attiva in organizzazioni come il Comitato repubblicano di integrazione, l'Iowa Women's Political Caucus, 'U.S. Peace Institute e la Planned Parenthood del Greater Iowa. Era una convinta sostenitrice dell'Equal Rights Amendment. Nel 1995, l'università statale dell'Iowa ha istituito la cattedra Mary Louise Smith nel corso Women and Politics in suo onore, e numerosi altri premi e riconoscimenti le sono stati conferiti in tutto lo stato.
Smith morì di cancro ai polmone a Des Moines all'età di 82 anni. Vedova, le sopravvissero tre figli.